# هایر
هایر (انگلیسی: Haier) یا گروه شرکت‌های هایر یک شرکت چندملیتی چینی، تولیدکننده لوازم الکترونیکی مصرفی و لوازم خانگی است که مقر آن در چینگدائو، استان شاندونگ، چین می‌باشد. این شرکت محصولات مختلف را طراحی، توسعه و تولید کرده و به فروش می‌رساند، که برخی از این محصولات عبارتند از: سیستم‌های تهویه مطبوع، تلفن همراه، کامپیوتر، اجاق‌های مایکروویو، ماشین لباسشویی، یخچال و فریزر و تلویزیون و ....
.